# Bischofsgrün
Bischofsgrün là một đô thị ở huyện Bayreuth bang Bayern nước Đức. Đô thị Bischofsgrün có diện tích 8,39 km², dân số thời điểm ngày 31 tháng 12 năm 2006 là 2035 người.
Bischofsgrün nằm giữa dãy núi Fichtelgebirge giữa hai dãy vùng núi lớn của dãy núi: Schneeberg (1051 m) và Ochsenkopf (1024 m). 